# آرام للإنتاج
آرام للإنتاج (سابقًا شركة آرام الإحسان القابضة المحدودة) هي شركة غير ربحية سعودية تسعى إلى تقديم البرامج والأنشطة الإعلامية المختلفة، والتي تُعنَّى بخدمة المجتمع من النواحي الثقافية، وتولي الأنشطة والبرامج الثقافية القائمة والخاصة بالإعلامي أحمد الشقيري والمتمثلة في برنامج خواطر وقطاع الإنتاج التليفزيوني، في خطوةٍ لتعزيزِ الحضورِ الإعلاميّ للبرامج الاجتماعية الهادفة باستخدام كافَّة الوسائل والطرق الإعلامية، وباستثمارات تصل إلى عدة ملايين ريال سعودي في المرحلة الأولى.
وبحسب المؤسِّسين فإنَ الشَّركةَ ستعمل على تطويرِ الإنتاجِ للإعلامي أحمد الشقيري على عدَّة قنوات فضائية، إضافة إلى إنتاج مواد إعلامية مرئية ومسموعة ومقروءة هادفة وتوعوية، وتقديم خدمات انترنت متنوِّعَة وبناء شبكات اجتماعية على الإنترنت للشركات والمؤسسات والأشخاص، إضافة إلى تملُّكها مقاهي ثقافية.

## الهدف
الهدف من إنشاء شركة آرام تأتي ضمن تعزيز المحتوى العربي ببرامج وأنشطة إعلامية تتمكن من إثراء الفكر العربي والارتقاء بالوعي الجماعي، في الوقت الذي تهدف للمساهمة في تعزيز ورفع مستوى الثقافة من خلال الأطروحات التي ستقدمها البرامج المزمع إنتاجها من خلال الشركة، على أن أي عوائد من المشاريع التي ستطلقها الشركة ستعود لتغذية المشاريع القائمة والجديدة.
كما ستعمل الشركة على تطوير الإنتاج للإعلامي أحمد الشقيري، والذي يقدم برنامج خواطر على عدة قنوات فضائية، إضافة إلى إنتاج مواد إعلامية مرئية ومسموعة ومقروءة هادفة وتوعوية، وتقديم خدمات إنترنت متنوعة.

## اقتباس
ولأحمد الشقيري اقتباس عن الشركة قال فيه:

## وصلات خارجية
- الموقع الرسمي